# 北极花属
北极花属（学名：Linnaea）是忍冬科下的一个属，为常绿、蔓状亚灌木植物。该属共有20种，分布于北半球高寒地带。